# Marco Haller
Marco Haller (Sankt Veit an der Glan, Caríntia, 1 d'abril de 1991) és un ciclista austríac, professional des del 2010. Actualment corre a l'equip Tudor Pro Cycling Team.
En el seu palmarès destaca una victòria d'etapa al Tour de Pequín de 2012 i la classificació general del Tour dels Fiords del 2015. Aquell mateix any es proclamà campió nacional en ruta. El 2022 guanyà la Bemer Cyclassics.

## Palmarès
- 2009
  - Vencedor d'una etapa de la Cursa de la Pau júnior
  - Vencedor de 4 etapes de la Copa de les Nacions Abitibi
  -  Medalla de bronze al Campionat del món de ciclisme en ruta júnior
- 2012
  - Vencedor d'una d'etapa al Tour de Pequín
- 2014
  - Vencedor d'una etapa a la Volta a Àustria
- 2015
  -  Campió d'Àustria en ruta
  - 1r al Tour dels Fiords
- 2022
  - 1r a la Bemer Cyclassics
  - Vencedor d'una etapa a la Volta a Noruega

### Resultats al Tour de França
- 2015. 126è de la classificació general
- 2016. 162è de la classificació general
- 2017. 155è de la classificació general
- 2019. 148è de la classificació general
- 2020. 143è de la classificació general
- 2021. 127è de la classificació general
- 2022. 87è de la classificació general
- 2023. 78è de la classificació general
- 2024. 85è de la classificació general

### Resultats al Giro d'Itàlia
- 2019. 116è de la classificació general